# 한국어의 남북 간 차이
한국어의 남북 간 차이는 대한민국과 조선민주주의인민공화국에서 사용하는 한국어의 언어적인 차이를 가리킨다. 대한민국과 조선민주주의인민공화국에서 사용하는 한국어는 언어학적으로는 동일한 언어이지만 남북 분단의 장기화 때문에 몇 가지 점에서 차이가 있다. 아래에서는 남북 언어 규범을 중심으로 그 언어적 차이를 기술한다.

## 총론
한국어의 맞춤법은 1933년에 조선어학회가 제정한 한글 맞춤법 통일안이 해방 후에도 남북에서 계속 사용되었지만 1948년에 대한민국과 조선민주주의인민공화국이 각기 출범하면서 서로 다른 언어 정책을 펼치게 되었다. 1954년에 북한이 조선어 철자법을 제정함으로써 처음으로 규범상 남북 간 언어 차이가 생기게 되었는데, 이때에는 맞춤법에서 몇 가지 세세한 부분이 개정되었을 뿐이어서, 전체적으로 보면 남북 간에 큰 차이는 없었다.
하지만 1960년대에 들어서 북한에서 이른바 주체사상이 대두되면서 언어 정책에서 큰 변화가 생겨났다. 북한에서는 ‘조선어를 발전시키기 위한 몇 가지 문제’(1964년 1월 3일), ‘조선어의 민족적 특성을 옳게 살려 나갈 데 대하여’(1966년 5월 14일)라는 김일성 교시에 따라, 1966년에 조선민주주의인민공화국 내각 직속 국어사정위원회가 ‘조선말규범집’을 발표하면서, 이때 남북 간의 언어 규범에 큰 차이가 생겼다. 그 후 북한에서는 1987년 및 2010년에 조선말규범집을 개정하면서 현재에 이르고 있다. 띄어쓰기에 관한 규정은 2000년에 ‘조선말 띄여쓰기규범’이 제정되었다가 2003년에 새로‘띄여쓰기규정’이 제정되었는데, 이것이 2010년의 조선말규범집에 반영되면서 북한의 현행 띄어쓰기 규범이 되었다.
남한에서는 1933년에 제정된 ‘한글 맞춤법 통일안’을 계속 사용해 오다가, 1988년에 그것을 개정한 한글 맞춤법을 제정했으며 표준어 규정도 같이 만들어 오늘에 이른다.

## 자음과 모음
한국어를 표기하는 문자로는 남북 모두 한글을 쓴다. 다만 활자와 관련하여 ‘ㅌ’은 북한에서는 ‘ㄷ’ 안에 가로줄을 그어서 표기하는 문자가 아니라 ‘ㄷ’ 위에 긋는 형태가 일반적이다.
대한민국에서는 자모 중에 합성 모음 자모 ‘ㅐ, ㅒ, ㅔ, ㅖ, ㅘ, ㅙ, ㅚ, ㅝ, ㅞ, ㅟ, ㅢ’와 합성 자음 자모 ‘ㄲ, ㄸ, ㅃ, ㅆ, ㅉ’을 기본 자모로 인정하지 않지만, 조선민주주의인민공화국에서는 이러한 합성 자모도 기본 자모로 인정한다.
자음 자모 중에 남북 간 명칭이 서로 다른 것이 있다.
| 자모 | 대한민국 명칭 | 조선민주주의인민공화국 명칭 |
| ---- | ------------- | --------------------------- |
| ㄱ   | 기역          | 기윽                        |
| ㄷ   | 디귿          | 디읃                        |
| ㅅ   | 시옷          | 시읏                        |
| ㄲ   | 쌍기역        | 된기윽                      |
| ㄸ   | 쌍디귿        | 된디읃                      |
| ㅃ   | 쌍비읍        | 된비읍                      |
| ㅆ   | 쌍시옷        | 된시읏                      |
| ㅉ   | 쌍지읒        | 된지읒                      |

대한민국의 명칭 ‘기역’, ‘디귿’, ‘시옷’은 훈몽자회(訓蒙字會, 1527년)에서 사용한 명칭을 계승한 것인 데에 반해 조선민주주의인민공화국의 명칭은 ‘-ㅇㅣ으-’라는 어형을 사용해 일관된 명칭을 붙였지만, 대한민국은 훈몽자회에서 사용한 잘못된 한자어 명칭을 그대로 사용한 것이라는 비판적 의견이 있다. 경음 자모의 명칭은 대한민국에서 ‘쌍-’을 붙이는 데에 반해 조선민주주의인민공화국에서는 ‘된-’을 붙인다.
사전 표제어 배열
사전 표제어 배열은 아래와 같다.
- 초성

1. 남: ㄱ ㄲ ㄴ ㄷ ㄸ ㄹ ㅁ ㅂ ㅃ ㅅ ㅆ ㅇ ㅈ ㅉ ㅊ ㅋ ㅌ ㅍ ㅎ
2. 북: ㄱ ㄴ ㄷ ㄹ ㅁ ㅂ ㅅ ㅈ ㅊ ㅋ ㅌ ㅍ ㅎ ㄲ ㄸ ㅃ ㅆ ㅉ ㅇ

- 중성

1. 남: ㅏ ㅐ ㅑ ㅒ ㅓ ㅔ ㅕ ㅖ ㅗ ㅘ ㅙ ㅚ ㅛ ㅜ ㅝ ㅞ ㅟ ㅠ ㅡ ㅢ ㅣ
2. 북: ㅏ ㅑ ㅓ ㅕ ㅗ ㅛ ㅜ ㅠ ㅡ ㅣ ㅐ ㅒ ㅔ ㅖ ㅚ ㅟ ㅢ ㅘ ㅝ ㅙ ㅞ

- 종성

1. 남: (없음) ㄱ ㄲ ㄳ ㄴ ㄵ ㄶ ㄷ ㄹ ㄺ ㄻ ㄼ ㄽ ㄾ ㄿ ㅀ ㅁ ㅂ ㅄ ㅅ ㅆ ㅇ ㅈ ㅊ ㅋ ㅌ ㅍ ㅎ
2. 북: (없음) ㄱ ㄳ ㄴ ㄵ ㄶ ㄷ ㄹ ㄺ ㄻ ㄼ ㄽ ㄾ ㄿ ㅀ ㅁ ㅂ ㅄ ㅅ ㅇ ㅈ ㅊ ㅋ ㅌ ㅍ ㅎ ㄲ ㅆ

자음 자모 ‘ㅇ’에 관해 조선민주주의인민공화국에서는 음가를 가진 받침의 경우만 ‘ㅅ’과 ‘ㅈ’ 사이에 배치하고, 음가를 가지지 않는 초성의 경우 모든 자음 자모 뒤에 (즉 ‘ㅉ’ 뒤에) 모음으로 시작하는 단어로서 배열한다.

## 발음
한국 학계 일각에서는 표준어와 문화어는 자음・모음의 음소 종류와 수는 같지만 음성적인 특징이 약간 다르다고 간주한다. 대한민국의 표준어 발음은 경기 방언에 근거하고, 조선민주주의인민공화국의 문화어 발음은 공식적으로는 '평양말'에 근거해서 발음하기 때문에 약간의 차이가 있다고 본다. 다만 일부 한국 학계의 연구와 달리 실제 문화어도 경기 방언 기준의 발음의 양상이 나타나기도 한다.
| 단어   | 발음     | 발음     |
| 단어   | 남       | 북       |
| ------ | -------- | -------- |
| 읽고   | [일꼬]   | [일코]   |
| 압록강 | [암녹깡] | [암록깡] |
| 독립   | [동닙]   | [동립]   |
| 관념   | [관념]   | [괄렴]   |
| 혁신적 | [혁씬적] | [혁씬쩍] |

### 자음
자음에 관해서는 아래와 같은 차이가 인정된다. /ㅈ/, /ㅊ/, /ㅉ/은, 서울 방언에서는 치조구개 파찰음 [ʨ], [ʨʰ], [ʨʼ]로 나타나는 것이 일반적이나, 평양 방언에서는 치조 파찰음 [ʦ], [ʦʰ], [ʦʼ]로 발음(예: ‘자동’은 대한민국에서 [ʨadoŋ], 조선민주주의인민공화국에서 [ʦadoŋ]). 그리고 /지/, /시/ 등은 평양에서는 구개음화하지 않는 발음 [ʦi], [si]하는 것이 일반적이다.
그러나 서강대 한동완 교수의 논문에서는 문화어 문헌에서 이 자음을 '경구개음'으로 묘사하는 경우가 확인된다. 북한에서 문화어의 김정일, 김정은의 인명을 러시아어로 옮기는 경우 'Ким Чен Ир', 'Ким Чен Ын'으로 표기하는 등 치조 파찰음과 치조구개 파찰음을 구분하는 언어로 문화어를 표기할 경우 북한에서는 치조구개 파찰음을 선호하기도 한다.
한자어는 남한에서 두음 법칙에 따라 어두에 /ㄴ/의 일부와 /ㄹ/이 나타나지 않지만 북한에서는 두음 법칙이 사용되지 않으므로 어두에 /ㄴ/, /ㄹ/이 나타난다. 단지 조선민주주의인민공화국에서 이 발음은 노년층의 화자 중에는 어두의 /ㄴ/, /ㄹ/을 발음하지 못하고 남한과 같이 발음하는 사람도 적지 않다고 추정된다.

### 모음
한국 학계에서는 모음에 관해서는 다음과 같은 차이가 나타난다고 한다. /ㅓ/는 서울 방언에서는 원순의 정도가 약하고, 평양 방언에서는 원순의 정도가 강하다. 국제 음성 기호로 나타내면 서울 방언이 [ʌ]인 데 반해 평양 방언은 [ɔ]이다. 이 원순성 때문에 서울 방언 화자에게 평양 방언의 ㅓ발음은 ㅗ에 가까운 소리로 들린다고 여긴다.
미국 오레건주립대의 연구에 따르면, 문화어를 사용하는 방송원과 표준어를 사용하는 아나운서의 경우 /ㅓ/, /ㅗ/의 모음은 모두 [ʌ], [o]였다고 한다.  보관됨 2021-12-27 - 웨이백 머신 탈북자의 발음이 방송원과 다르다고 한다.
/ㅚ/, /ㅟ/를 문화어는 단모음으로만 발음할 것이 규정되어 있다.

### 음조
음조는 서울 방언과 평양 방언이 서로 다르지만 그 차이에 대한 연구는 충분히 진행되고 있지 않다. 그렇지만 ‘조선말대사전’(1992년)에서는 몇몇 단어를 음성 분석기로 분석한 단어의 음조가 3단계로 표시되어 있는데 예를 들어 ‘꾀꼬리’의 음조는 232(2가 낮고 3이 높음)로 나타나는 등 서울 방언과 다른 음조가 발견된다.

## 표기법

### 용언 어형에 관한 표기
1. -아/-어형
어간 끝소리가 ‘ㅣ, ㅐ, ㅔ, ㅚ, ㅟ, ㅢ’인 모음 어간은 남한에서 ‘-어’가 붙지만 북한에서는 ‘-                                      [j]를 수반할 경우가 많다(반모음 첨가).
| 남   | 북   |
| ---- | ---- |
| 피어 | 피여 |
| 내어 | 내여 |
| 세어 | 세여 |
| 되어 | 되여 |
| 뛰어 | 뛰여 |
| 희어 | 희여 |

2. 불규칙활용
북한에서 불규칙활용에‘-아/어’를 붙일 때 앞모음의 ‘ㅏ,ㅗ’가 오는 경우, ‘ㅂ’이 ‘오’로 바꾼다.
| 남       | 북       |
| -------- | -------- |
| 아름다워 | 아름다와 |
| 고마워   | 고마와   |

3. 어미에서 ‘ㄹ’ 직후의 경음 표기
어원적으로 관형사형 ‘-ㄹ’이 들어가 종성 ‘ㄹ’이 포함된 어미들을 남한에서는 ‘-ㄹ까, -ㄹ쏘냐’ 등으로 적는 데 반해, 북한에서는 ‘-ㄹ가, -ㄹ소냐’와 같이 ‘ㄹ’ 직후가 평음 글자로 적힌다.  '-ㄹ게'는 원래 'ㄹ께'로 적던 것이지만, 예외를 인정할 이유가 없는 것이므로, 예사소리 형태로 통일한다는 뜻에서 'ㄹ게'로 바꾼 것이다..

### 한자어 표기
1. 두음 법칙
문화어에서는 두음 법칙이 적용되지 않는다. 표준어에서는 ‘ㄹ’이 어두에 오는 한자어는 직후에 모음 [i] 혹은 반모음 [j]가 오는 경우(문자로는 ‘ㄹ’이 ‘ㅣ, ㅑ, ㅕ, ㅖ, ㅛ, ㅠ’와 어울리는 경우)에 ‘ㄹ’이 ‘ㅇ’으로 표기와 발음이 바뀌며, 그 이외의 경우는 ‘ㄹ’이 ‘ㄴ’으로 바뀌지만, 문화어에서는 초성 ‘ㄹ’을 그대로 발음하고 표기한다.
| 남              | 북              | 한자 표기       |
| --------------- | --------------- | --------------- |
| 이성계          | 리성계          | 李成桂          |
| 연습            | 련습            | 練習            |
| 낙하            | 락하            | 落下            |
| 냉수            | 랭수            | 冷水            |
| 전라남도 나주시 | 전라남도 라주시 | 全羅南道 羅州市 |
| 평안북도 영변군 | 평안북도 녕변군 | 平安北道 寧邊郡 |

이것과 마찬가지로 ‘ㄴ’이 어두에 오는 한자어에서 직후에 모음 [i] 혹은 반모음 [j]가 오는 경우에 (문자로는 ‘ㄴ’이 ‘ㅣ, ㅕ, ㅛ, ㅠ’와 어울리는 경우) 표준어에서는 ‘ㄴ’이 ‘ㅇ’으로 바뀌지만, 문화어에서는 어두에 ‘ㄴ’이 유지된다.
| 남              | 북              | 한자표기        |
| --------------- | --------------- | --------------- |
| 이승            | 니승            | 尼僧            |
| 여자            | 녀자            | 女子            |
| 양강도          | 량강도          | 兩江道          |
| 전라남도 여수시 | 전라남도 려수시 | 全羅南道 麗水市 |
| 경상북도 예천군 | 경상북도 례천군 | 慶尙北道 醴泉郡 |

또한, 위에서 언급했듯이 북한의 표준 발음법에서는 표기대로 어두의 ‘ㄴ, ㄹ’을 그대로 발음하기로 되어 있다.
다만 남한에서도 ‘유(柳), 임(林)’ 등의 성은 ‘유(兪), 임(任)’ 등과 구별하기 위해 일부러 ‘류(柳), 림(林)’으로 쓰는 경우도 있다.
2. 한자음
한자음들 가운데 남한에서 ‘몌, 폐’로 표기하는 것이 북한에서는 ‘메, 페’로 표기된다. 발음은 남한에서도 [메], [페]로 할 수가 있다. 이와 반대로 남한에서 '게'로 적는 한자 중에서 '휴게실'의 '게' 만은 '계'로 표기된다. 발음은 남한과 같이 [게]가 된다.
| 남   | 북   | 한자 표기 |
| ---- | ---- | --------- |
| 몌별 | 메별 | 袂別      |
| 폐쇄 | 페쇄 | 閉鎖      |
| 휴게 | 휴계 | 休憩      |

일부 한자는 한자음이 다른 경우가 있다.
| 남 | 북 | 한자 표기 |
| -- | -- | --------- |
| 갹 | 거 | 醵        |
| 왜 | 외 | 歪        |

또 북한에서 ‘수(讐)’의 일반적인 한자음은 ‘수’이지만 ‘怨讐’라는 한자어의 경우에는 ‘원쑤’가 된다. 이는 ‘원수(元帥)’와 발음이 같아지는 것을 꺼린 것으로 추측된다.

### 합성어 표기
1. 사이시옷
체언 어근이 어울릴 때 남한에서는 사이시옷을 받쳐 쓰지만 북한에서는 쓰지 않는다. 다만 발음은 남한과 동일하다.
| 남     | 북     | 발음            |
| ------ | ------ | --------------- |
| 젓가락 | 저가락 | [저까락/젇까락] |
| 나뭇잎 | 나무잎 | [나문닙]        |
| 햇빛   | 해빛   | [해삗/핻삗]     |

2. 합성어의 어근 표기
합성어 표기는 낱낱 어근을 명시하는 것이 원칙이나 어원 의식이 희박한 경우에는 명시하지 않도록 되어 있으며, 이것은 남북이 동일하다. 그러나 어근을 어떻게 분석하는가에 따라 몇몇 합성어의 경우 표기법의 차이가 보인다.
| 남       | 북       |
| -------- | -------- |
| 올바르다 | 옳바르다 |
| 벚꽃     | 벗꽃     |

위에서 ‘올바르다’는 남한에서 ‘올’의 부분이 어원 의식을 잃었다고 판단하여 발음대로 ‘올바르다’라고 적은 데 반해 북한에서는 ‘옳다’의 어간이라 판단하여 ‘옳바르다’로 적는다. 발음은 [올바르다]로 동일하다. ‘벚꽃’은 남한에서 ‘벚’과 ‘꽃’의 합성어로 파악한 데 반해 북한에서는 어원 의식을 잃었다고 판단하여 ‘벗꽃’으로 적는다.

## 띄어쓰기
일반적으로 북한에 비해 대한민국이 띄어쓰기를 자주 한다. 주요한 차이점은 다음과 같다.

### 1. 의존명사
의존명사(문화어: 불완전명사)는 대한민국에서는 띄어쓰고 북한에서는 붙여 쓴다. 수사와 단위성 의존명사의 띄어쓰기도 하나, 대한민국에서는 일부 붙여 쓰기를 허용하고 있다.
| 남         | 북        |
| ---------- | --------- |
| 내 것      | 내것      |
| 할 수 있다 | 할수 있다 |
| 한 개      | 한개      |

### 2. 보조용언
보조용언은 북한에서는 붙여 쓰지만, 대한민국에서는 기본적으로 띄어씀이 원칙이나, 붙여 쓰기를 허용하는 경우도 있다.
| 남                   | 북       |
| -------------------- | -------- |
| 먹어 보다 / 먹어보다 | 먹어보다 |
| 올 듯하다 / 올듯하다 | 올듯하다 |
| 읽고 있다            | 읽고있다 |
| 자고 싶다            | 자고싶다 |

위와 같이 대한민국에서는 ‘-아/-어’형이나 관형사형 뒤에 보조용언이 올 때 붙여 쓰기를 허용 하나 ‘-고’ 뒤에서는 허용하지 않는다.

### 3. 하나의 개념을 나타낸 것
두 개 이상의 단어가 어울려서 하나의 개념을 나타내는 것은, 북한에서는 붙여 쓰나, 대한민국에서는 원칙적으로 띄어쓰지만, 단, 고유명사와 전문 용어는 붙여 쓰기를 허용한다.
| 남                                          | 북                  |
| ------------------------------------------- | ------------------- |
| 국어 사전/국어사전                          | 국어사전            |
| 경제 부흥 상황                              | 경제부흥상황        |
| 서울 대학교 인문 대학 / 서울대학교 인문대학 | 서울대학교 인문대학 |

## 어휘
표준어는 서울 방언에 기초를 두고 문화어는 평양 방언에 기초를 둔다. 그러나 남북 둘 다 표준어의 어휘와 어형은 1936년에 조선어학회가 정한 ‘사정한 조선어 표준말 모음’에 기초를 두고 있기 때문에, 기초적인 어휘는 남북 간의 차이가 거의 없다. 그러나 정치 체제와 사회 제도의 차이 때문에 신조어에는 차이가 생겨나고 있으며, 이러한 경향은 이후 계속 늘어나는 것으로 추정된다.

### 정치 체제, 사회 제도로 인한 차이
| 남(한자표기)                | 북(한자표기)               |
| --------------------------- | -------------------------- |
| 한반도(韓半島)              | 조선반도(朝鮮半島)         |
| 대한해협(大韓海峽)          | 조선해협(朝鮮海峽)         |
| 한민족(韓民族)              | 조선민족(朝鮮民族)         |
| 한국전쟁(韓國戰爭),6.25전쟁 | 조국해방전쟁(祖國解放戰爭) |
| 남북정상회담(南北頂上會談)  | 북남수뇌상봉(北南首腦相逢) |
| 초등학교(初等學校)          | 소학교(小學校)             |
| 친구(親舊)                  | 동무, 친구                 |

‘동무’는 고유어로, 한반도 전체에서 널리 쓰였었는데, 남북 분단 후에 북한에서는 러시아어 ‘товарищ’(친구, 동지, 토바리시)의 번역어로 사용하면서부터는, 남한에서는 북한에서 쓰는 공산주의 용어로 치부되어서 거의 쓰이지 않는다. (‘어깨동무’등의 말에서만 명맥을 유지한다.)

### 외래어의 차이
외래어 어휘는, 남북이 각각 영어와 러시아어를 통해 주로 들여왔기에, 정착된 어형이 많이 다르며, 또한 외국 국명이나 지명은 남북 모두 현지어를 기준으로, 명칭을 부여한다.
| 대한민국 (남)           | 조선민주주의인민공화국 (북)  |
| ----------------------- | ---------------------------- |
| 트랙터 (영어: Tractor)  | 뜨락또르 (러시아어: трактор) |
| 스타킹 (영어: Stocking) | 스또킹 (영어: Stocking)      |
| 폴란드 (영어: Poland)   | 뽈스까 (폴란드어: Polska)    |
| 셰퍼드(영어: Shepherd)  | 쉐빠뜨 (영어: ShappaDd)      |

### 기타 어휘의 차이
그 밖에, 남북의 어휘의 차이는 주로, 서울 방언과 평양 방언의 차이에서 연유된다고 추측된다.
| 남     | 북     |
| ------ | ------ |
| 옥수수 | 강냉이 |
| 위[上] | 우     |
| 망치   | 마치   |

‘강냉이, 우’와 같은 어휘는, 남쪽에서도 '방언형'으로 "강원도"와, "경상도"에서 실생활에서 사용 한다.
문화어에만 있는 고유 어휘로, ‘마시다(깨서 못쓰게 만들다)’와, 그 자동사 형태인 ‘마사지다(깨어져 못쓰게 되다)’ 같은 단어는 그것에 대응하는 어휘가 표준어에는 없으며, 마찬가지로, 표준어에만 있는 고유 어휘도 많다.

## 대표적인 예시
대한민국과 조선민주주의인민공화국의 말투는 서로 차이가 난다. 그런데 그 과정에서 남한의 과자를 북한에서 따로 만들어 짝퉁 과자도 탄생했다. 그런데 언뜻 보면 남한에서는 영어나 외래어를 쓰는 경우를 북한에서는 자기 언어대로 수정해서 번역하는 걸 알 수 있다. 그렇다고 북한이 순 우리 말을 사용하는 경우는 아니다.
| 대한민국            | 조선민주주의인민공화국   |
| ------------------- | ------------------------ |
| 도넛                | 가락지빵                 |
| 공무원              | 정무원                   |
| 내구성              | 오래견딜성               |
| 농담                | 롱담                     |
| 대중가요            | 군중가요                 |
| 드레스/ 원피스      | 나리옷                   |
| 서명                | 수표                     |
| 셔츠                | 샤쯔                     |
| 스웨터              | 세타                     |
| 스커트              | 양복치마                 |
| 아파트              | 고층살림집               |
| 원피스              | 달린옷                   |
| 우울증              | 슬픔증                   |
| 미혼모              | 해방처녀                 |
| 벙어리장갑          | 통장갑                   |
| 볶음밥              | 기름밥                   |
| 분유                | 젖가루                   |
| 빙수                | 단 얼음                  |
| 사회인              | 사회사랑                 |
| 새어머니            | 후어머니                 |
| 잡곡밥              | 일럭밥                   |
| 장모                | 가시어머니               |
| 장인어른            | 가시아버지               |
| 초등학교            | 인민학교 / 소학교        |
| 커튼                | 창가림막                 |
| 파마머리            | 볶음머리                 |
| 화장실              | 위생실                   |
| 횡단로              | 건늠길                   |
| 배웅하다            | 냄을 내다                |
| 괜찮다              | 일없다                   |
| 네티즌              | 망시민                   |
| 라면                | 꼬부랑국수/즉석국수      |
| 깨끗                | 끌끌                     |
| 삿대질              | 손가락총질               |
| PC방                | 첨단기술봉사소           |
| 튜브                | 뜰주머니                 |
| 터널                | 차굴                     |
| 회전문              | 도는문                   |
| 브래지어            | 젖싸개                   |
| 탈모증              | 털빠짐증                 |
| 전구                | 불알                     |
| 왕따                | 모서리주기               |
| 멸균                | 균 깡그리 죽이기         |
| 사귀다              | 서로 엇갈려 지나가다     |
| 젤리                | 단묵                     |
| 돌고래              | 곱등어                   |
| 빨리                | 날래                     |
| 가르치다            | 배워주다                 |
| 다이어트            | 살까기                   |
| 스타킹              | 하루살이 양말            |
| 혈액형              | 피형                     |
| 소꿉친구            | 송아지동무               |
| 단점                | 부족점                   |
| 주차장              | 차마당                   |
| 가발                | 덧머리                   |
| 나이프              | 밥상칼                   |
| 아이스크림          | 얼음과자                 |
| 무지개              | 색동다리                 |
| 샴푸                | 머리비누 / 머리물비누    |
| 샤워                | 몸비누                   |
| 빨래                | 빨래비누                 |
| 스트레스            | 속골이 아프다            |
| 철로                | 레루                     |
| 놀이공원            | 유희장                   |
| 후룸라이드          | 물미끄럼 배              |
| 대기실              | 기다림칸                 |
| 입장권              | 나들표                   |
| 판정승              | 점수이김                 |
| 호우                | 무더기비                 |
| 커피                | 흑차                     |
| 핸드폰              | 손전화                   |
| 팬티스타킹          | 양말바지                 |
| 햄버거              | 고기겹빵                 |
| 떡                  | 똑                       |
| 오이                | 어이                     |
| 보초                | 버처                     |
| 야간경기            | 등불경기                 |
| 오프사이드          | 공격어김                 |
| 헤딩                | 머리박기                 |
| 골대                | 축구문                   |
| 샌드위치            | 겹빵이                   |
| 냉면                | 찬국수                   |
| 노크                | 손기척                   |
| 마스크              | 얼굴가리개               |
| 횡단보도            | 건늠길                   |
| 거짓말              | 후라이                   |
| 밥솥                | 밥가마                   |
| 원거리 무역         | 달리기 장사              |
| 택시                | 발바리차                 |
| 부딪히다 / 건배하다 | 찧다                     |
| 호랑이              | 범                       |
| 수달                | 물족제비                 |
| 삵                  | 멧고양이                 |
| 검독수리            | 번대수리                 |
| 트렉터              | 뜨락또르                 |
| 수레                | 구르마                   |
| 움직이다            | 놀리다                   |
| 독일                | 도이칠란드               |
| 바이러스            | 비루스                   |
| 목캔디              | 귤향 껌                  |
| 양파링              | 양파맛 튀기과자          |
| 새우깡              | 새우맛 튀기과자          |
| 초코파이            | 쵸콜레트 단설기          |
| 촉촉한 초코칩       | 쵸콜레트 과자 / 과일과자 |
| 빼빼로              | 꼬치과자                 |
| 롯데샌드/뽀또       | 크림겹과자               |
| 죠리퐁              | 밀쌀튀기                 |
| 불닭볶음면          | 매운닭고기맛 짜장면      |
| 계란과자            | 닭알과자                 |
| 와플과자            | 바삭과자                 |
| ABC 초콜렛          | 초콜레트 사탕            |
| 환타 (오렌지)       | 귤향 탄산 단물           |
| 신라면/쇠고기맛     | 소고기맛 즉석국수        |
| 포스틱              | 소고기맛 감자튀기        |
| 꼬깔콘              | 낙지맛 튀기과자          |
| 코카콜라            | 코코아야자 탄산단물      |
| 포테토칩 / 감자튀김 | 감자편튀기               |
| 스프라이트          | 레몬 사이다              |
| 크림 웨하스         | 백합과자                 |
| 확진자              | 유열병                   |
| KFC                 | KHC(금성 건강센터)       |
| 담비                | 산달                     |
| 참이슬              | 참대술                   |
| 맥심 커피           | 맥카 오리지날            |
| 횡단보도            | 길 건너가는 사람 주의    |
| 어린이 보호         | 어린이 주의              |
| 자전거              | 자전거 주의              |
| 철길건널목          | 기차 주의                |
| 미끄러운 도로       | 미끄럼 길 주의           |
| 정지                | 섯                       |
| 주차                | 둠                       |
| 표지판              | 표식판                   |
| 고급 아이스크림     | 에스키모                 |
| 헬로키티            | 크림 속사탕              |
| 콘푸로스트          | 강냉이 편튀기            |
| 후르트링            | 강냉이 고리튀기          |
| 뷔페                | 부페트                   |
| 포장마차            | 막매대                   |
| 노점상              | 메뚜기 장마당            |
| 도시락              | 곽밥                     |
| 치킨                | 닭다리살튀기             |

## 같이 보기
- 한글 맞춤법
- 조선말규범집
- 한자 부활

## 참고 문헌
- 연규동, 「북한의 외래어 - 〈조선말대사전〉을 중심으로 - 」, 《언어학》 제37호, 한국 언어학회, 2003